# Gnamptogenys siapensis
Gnamptogenys siapensis is een mierensoort uit de onderfamilie van de Ectatomminae. De wetenschappelijke naam van de soort is voor het eerst geldig gepubliceerd in 1995 door John E. Lattke. De naam verwijst naar de type-locatie, Alto Rio Siapa in het Amazonebekken.